# Eriçó de panxa blanca
L'eriçó de panxa blanca (Atelerix albiventris) és una petita espècie d'eriçó originari de gran part de l'Àfrica subsahariana, des del Senegal i Mauritània a l'oest fins al Sudan a l'est i se l'ha observat tan al sud com Zàmbia. Les poblacions tendeixen a escampar-se entre hàbitats apropiats de sabana i camps de conreu, evitant les zones boscoses.